# Whitney (krater)
Whitney är en nedslagskrater med en diameter på ungefär 42 kilometer, på planeten Venus. Whitney har fått sitt namn efter den amerikanska astronomen Mary Watson Whitney.